# 25973 Puranik
25973 Puranik è un asteroide della fascia principale. Scoperto nel 2001, presenta un'orbita caratterizzata da un semiasse maggiore pari a 2,3651480 UA e da un'eccentricità di 0,1928427, inclinata di 4,11584° rispetto all'eclittica.